# Gartenhaarmücke

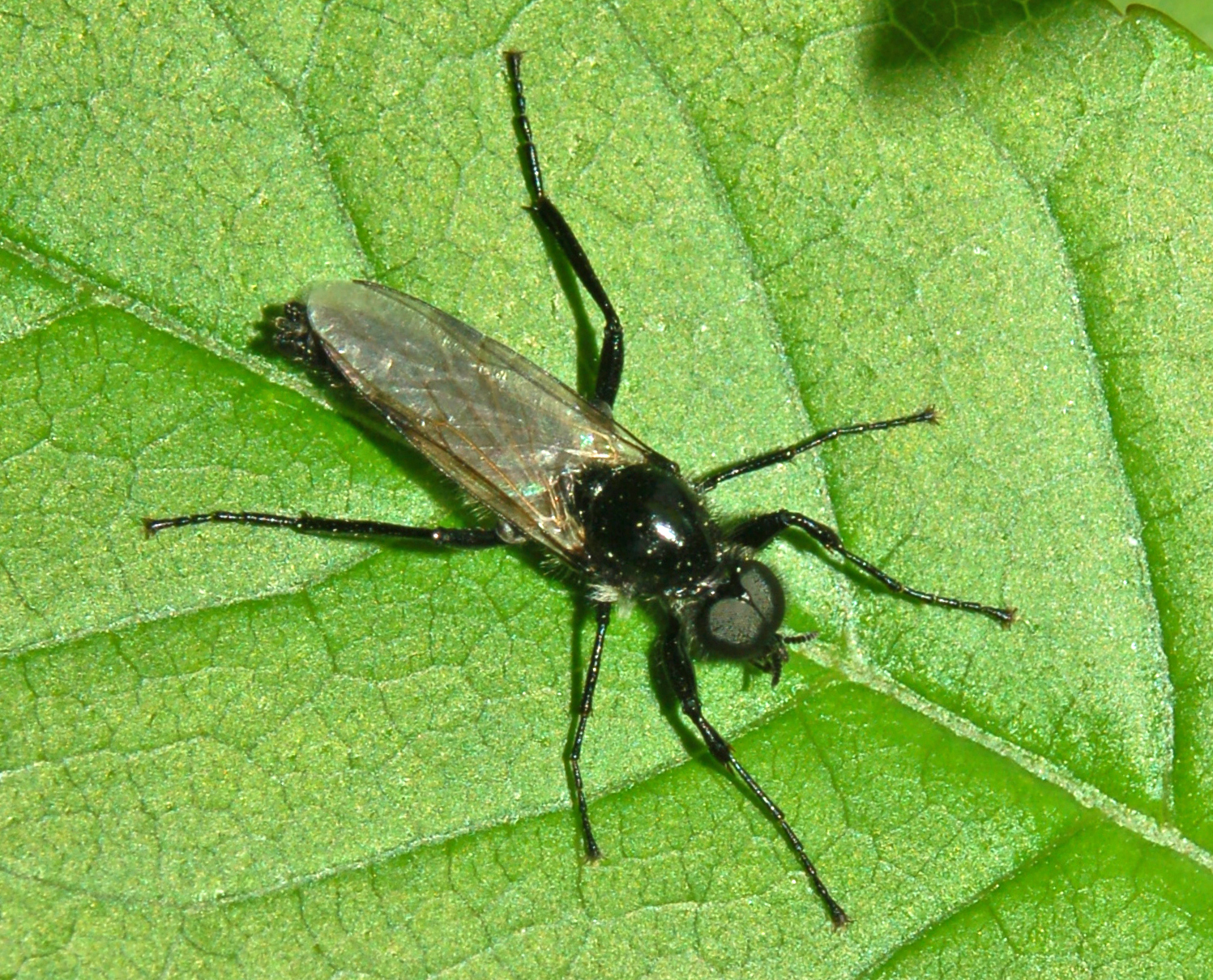
Bibio hortulanus, Männchen

Die Gartenhaarmücke (Bibio hortulanus) ist eine Mücke innerhalb der Familie der Haarmücken (Bibionidae).

## Merkmale
Die Mücken haben eine Körperlänge von 6 bis 9 Millimetern. Zwischen den Geschlechtern besteht ein deutlicher Sexualdichroismus. Das Männchen ist komplett schwarz gefärbt, die Flügel sind durchsichtig, lediglich die Vorderrandzelle ist bräunlichrot. Das Weibchen hat einen bräunlichroten Körper, der Kopf, das Schildchen (Scutellum) und die Pleuren sind dunkel. Die ähnliche Bibio pomonis unterscheidet sich durch rot gefärbte Schenkel (Femora).

## Lebensweise und Verbreitung
Die Tiere kommen in Nordafrika, Europa und Asien vor. Die Imagines besuchen gerne Doldenblütler. Sie fliegen in Mitteleuropa von März bis Juni. Die Larven leben im Boden und ernähren sich von Humus. Ältere Larven fressen auch an Wurzeln und können an Klee, Getreide und anderen Nutzpflanzen schädlich auftreten.

## Zytogenetik
Die riesigen, schleifenartigen Strukturen (1n = 5) in den übergroßen Zellkernen der Malpighischen-Gefäße von B. hortulanus sind tatsächlich Chromosomen. Polytänchromosomen entstehen durch Selbstmultiplikation innerhalb eines sich nicht mehr teilenden Zellkernes. Solche Endoreplikation wurde danach in Hochleistungsorganen auch anderer Zweiflügler festgestellt.